# L'Olleret
L'Olleret és una masia a cavall entre el terme municipal de Castellterçol, al Moianès i Granera a prop del límit amb Monistrol de Calders. És una de les cases més antigues del terme, avui gairebé enrunada. El sostre s'ha ensorrat, així com totes les parets interiors. La vegetació, a poc a poc, ha anat ocupant tot el seu entorn, el que fa més difícil localitzar-la.
Està situada a l'extrem occidental de Castellterçol, en terres de l'antiga parròquia de Sant Llogari de Castellet. És a prop i a ponent de Vila-rúbia.